# 273P/Понса — Гамбара
Комета Понса — Гамбара (P/1827 M1) — короткоперіодична комета, відкрита 21 червня 1827 року французькими астрономами Ж.-Л. Понсом і А. Гамбаром в сузір'ї Кассіопеї. Максимальна яскравість оцінювалася в 5-6m. 24 і 25 червня комета спостерігалася Понсом в нижній кульмінації з меридіанними інструментом. У липні спостерігалася Ж. Вальцем в Німі. Останнє спостереження комети відбулося 21 липня. Вказівок на хвіст не було.

## Дослідження орбіти
Комета виявилася короткоперіодичною, але оцінки її періоду мали великий розкид через недостатню кількість спостережень і маленьку спостережувану дугу орбіти. 1979 року І. Хасегава вказав, що С. Канда зазначив можливість ідентичності комет C/1110 K1 і P/1827 M1. Хасегава досліджував середньовічні японські, китайські і корейські записи про появи комет і підтвердив схожість елементів орбіт цих двох комет. Допускаючи їх ідентичність, період комети Понса — Гамбара оцінюється в 65,5 року. Комета пройде черговий перигелій в 2022 році.
У листопаді 2012 була відкрита комета C / 2012 V4, орбіта якої збіглася з розрахунковою орбітою комети Понса — Гамбара..